# Coréen
Cet article concerne la langue coréenne. Pour le peuple coréen, voir Coréens.
 (avril 2019).
Si vous disposez d'ouvrages ou d'articles de référence ou si vous connaissez des sites web de qualité traitant du thème abordé ici, merci de compléter l'article en donnant les références utiles à sa vérifiabilité et en les liant à la section « Notes et références ».
Le coréen est une langue parlée en Corée, dans les districts frontaliers de la république populaire de Chine (Yanbian) et dans les communautés émigrées, notamment au Japon, en Chine (Pékin, Shandong), en Russie, en Australie, aux États-Unis, en France, etc. C'est la langue officielle de la Corée du Nord et de la Corée du Sud.
Si le coréen était anciennement considéré comme un isolat,,,,,,, les études les plus récentes considèrent qu'il fait partie des langues coréaniques, dont il est le seul survivant. Aucun lien de parenté avec d'autres familles de langues n'a été confirmé et sa classification est controversée. L'hypothétique famille altaïque, dont les langues coréaniques sont parfois considérées comme faisant partie, est très controversée. Quelques similitudes avec le japonais ont été relevées.
L’alphabet qui sert à écrire le coréen est le hangeul, créé au XVe siècle et devenu officiel au XIXe ; les hanja (sinogrammes employés dans cette langue) sont également utilisés, une assez grande partie du lexique étant d’origine chinoise (du moins hors du vocabulaire courant).
La langue s'étend sur un territoire d'environ 301 000 km2 (équivalent à la surface de l'Italie), dont environ 220 000 km2 pour les deux Corée réunies, environ 42 000 km2 pour la préfecture chinoise de Yanbian (province de Jilin) et le reste sur trois autres provinces chinoises.

## Système d’écriture
Le premier système d'écriture connu en Corée est l'écriture chinoise, à partir du VIe siècle. Le nom local « hanja » est la prononciation coréenne du terme chinois hanzi, désignant les caractères chinois han ou « sinogrammes » (très proches de ceux utilisés sous la Chine impériale, en République de Chine (Taïwan) et en République Populaire de Chine, au Japon, à Singapour, en Malaisie, ou encore autrefois au Vietnam). Elle évolue mais reste l'écriture dominante jusqu'au début du XXe siècle.
Depuis le début du XXe siècle l'écriture chinoise est remplacée par une écriture propre à la Corée et appelée hangeul. Il s'agit d'un alphabet créé vers 1443 sous Sejong le Grand, puis interdit à partir de 1504 par son successeur, Yeonsangun. Ces caractères sont donc interdits pour la majeure partie de la période Joseon (1392 – 1910), puis réhabilités en 1894 et officialisés à la fin de la Seconde Guerre mondiale. Néanmoins, en Corée du Sud, les milieux universitaires continuent d’employer la graphie combinant les deux systèmes d’écriture, en utilisant les hanja pour la notation des mots d’origine chinoise. Le hangeul est une écriture phonétique, avec une démarcation syllabique. Chaque caractère hangeul représente donc une syllabe composée de deux à quatre lettres, représentant chacune un phonème. Certains auteurs pensent que les caractères de cette écriture sont dérivés de l'écriture phagpa (Voir la section dédiée de l'article hangeul), utilisée sous la dynastie Yuan, mongole, de Chine (1271–1368), ou de l'écriture tibétaine, dont cette dernière dérive.
L’alphabet hangeul comprend 24 lettres : (14 consonnes et 10 voyelles). Il est utilisé en regroupant les lettres par syllabes occupant des blocs carrés, à raison de 2 à 4 lettres par syllabe. La forme des consonnes correspond à la morphologie des organes de phonation, celle des voyelles utilise trois symboles d’origine taoïste (c'est-à-dire le point ou trait court, le trait vertical et le trait horizontal, qui représentent respectivement le Soleil, l’Homme et la Terre).
Le coréen moderne s’écrit avec des espaces entre les mots, contrairement à d’autres langues comme le chinois ou le japonais. La ponctuation coréenne a recours aux signes de la ponctuation occidentale, utilisés toutefois de façon beaucoup plus parcimonieuse qu’en Occident. Autrefois, le coréen s’écrivait, comme le chinois ou le japonais, en colonnes de haut en bas, disposées de droite à gauche, mais il est désormais écrit, comme ces deux autres écritures, en rangées de gauche à droite, disposées de haut en bas. La poésie conserve par contre parfois l'écriture de haut en bas et de droite à gauche.

## Grammaire, syntaxe et usages
Le coréen étant une langue agglutinante, son système est très différent de celui du français.
La langue suit la typologie SOV c’est-à-dire « Sujet Objet Verbe » et le déterminant se place avant le mot qu’il détermine. Il n’y a ni article, ni genre, ni nombre. Les verbes ne se conjuguent pas selon les personnes (je, tu, il…) mais ils intègrent de nombreuses déterminations, comme l’aspect, le temps, ou le degré de politesse. Des particules invariables indiquent la fonction du mot dans la phrase. Les connecteurs entre deux propositions sont intégrés au verbe de la première proposition à connecter.
Les degrés de politesse sont souvent exprimés en coréen par les suffixes ajoutés au verbe. Ils expriment différentiellement le respect et l’humilité.

## Lexique
Le vocabulaire de base du coréen lui est propre, cependant une grande partie des termes spécifiques est d’origine chinoise, on parle alors de mot sino-coréen. On estime qu'il y a de 60 % à 70 % de termes sino-coréens.
Certains mots ont aussi une origine mongole en raison de la proximité linguistique et historique des deux langues (langues altaïques) et des invasions de la Corée par les Mongols (XIIIe siècle), d’autres ont une origine sanskrite à la suite de l’introduction du bouddhisme en Corée par les moines chinois (quatrième siècle).
Plus récemment, des mots d’origine japonaise ou provenant de langues occidentales (principalement l'anglais depuis la guerre de Corée), mais également, à moindre mesure, l'allemand, le français ou d'autres langues européennes, sont apparus. En Corée du Nord, l’influence de ces langues est beaucoup moins importante.

### Les emprunts du coréen au français
Un certain nombre de mots français sont entrés dans le vocabulaire coréen, avec des évolutions liées aux contraintes de la phonétique coréenne, fortement liées à son système d'écriture.
Ce sont notamment des termes du domaine culinaire comme 바게트 (bageteu) (baguette), etc.
Il s’agit aussi de mots du domaine culturel qui sont passés du français au coréen par l'intermédiaire de l'anglais : 앙코르 (angkoreu) (encore, avec le sens de bis, au théâtre), 데뷔 (debwi) (début, s’agissant du premier concert d’un chanteur ou de la première apparition sur scène ou à l’écran d’une actrice ou d’un acteur), 시네마 (sinema) (cinéma), 누벨 바그 (nubel bageu) (nouvelle vague), 아방가르드 (abang-gareudeu) (avant-garde).
Des termes politiques français sont également entrés dans le vocabulaire coréen par l'intermédiaire de la langue anglaise, tels que 쿠데타 (kudeta) (coup d’État), 노블리스 오블리제 (nobeulriseu obeulije) (noblesse oblige), 프롤레타리아 (peuroletaria) (prolétariat), et 레지스탕스 (rejiseutangseu) (résistance).
Enfin, des mots exprimant les sentiments sont également entrés dans le vocabulaire coréen, tels que 멜랑꼴리 (melangkkoli) (mélancolie) (directement du français[réf. nécessaire]) et 랑데 부 (rangde bu) (rendez-vous) (ce dernier terme est exclusivement employé, comme en anglais, pour désigner un rendez-vous amoureux).

### Les emprunts du français au coréen
Le français a emprunté directement des termes culinaires des plats coréens, comme kimchi (plat à base de piments et de légumes lacto-fermentés, notamment du chou chinois), bibimbap (d’un mot coréen signifiant « mélange », de « riz cuit » pap, de viande et de légumes) et bulgogi (dont le sens littéral est « viande » kogi (grillée sur le) « feu » bul, comme pour les grillades que nous faisons sur un barbecue). Cependant certains plats coréens connus par leur version turco-mongole, comme le tartare de bœuf ont conservé le nom donné par les occidentaux aux turco-mongols.
Le français a également adopté le terme chaebol en référence aux conglomérats industriels sud-coréens ; on conserve généralement l'appellation coréenne des entreprises de ce pays.
Les pratiquants du sport coréen taekwondo sont également au contact d'expressions coréennes, aussi bien pour décrire les techniques que lors du combat. Par exemple, le combat commence lorsque l'arbitre déclare shijak (signifiant « départ, début, commencement » en coréen).

### Les emprunts du coréen à l'anglais
De nombreux mots sont empruntés à la langue anglaise tels que ; sweater : 스웨터 (seuweteo), coat : 코트 (koteu), coffee : 커피 (keopi), computer : 컴퓨터 (keompyuteo) et des expressions tel que "Thank you" ou "Alright" car ils décrivent principalement des objets ou des habitudes d'origine non asiatique.

### Les noms coréens en chinois
En raison de l'utilisation historique de l'écriture chinoise han par les Coréens, les Chinois prononcent généralement les noms communs ou propres coréens de la même manière que les hanja se prononcent en chinois (il est fait de même pour les kanji japonais). C'est parfois également le cas en vietnamien, comme dans le cas des noms de pays coréens. Par exemple :
- Samsung : coréen : 삼성 (Samseong) ; chinois : 三星 ; pinyin : sānxīng ; litt. « trois étoiles ».
- Corée (autrefois unifiée (1897 – 1910), aujourd'hui du Nord, ou la péninsule géographique) : coréen : 조선 (Joseon) ; chinois traditionnel : 朝鮮 ; chinois simplifié : 朝鲜 ; pinyin : cháoxiān ; litt. « matin frais », vietnamien : vietnamien : Triều Tiên.
- Corée du Sud : coréen : 한국 (Hanguk) ; chinois traditionnel : 韓國 ; chinois simplifié : 韩国 ; pinyin : hánguó, en vietnamien : Hàn Quốc.

## Dialectes
L’aire géographique du coréen se partage en 9 zones correspondant chacune à un parler, au Dongbei, principalement Sud-Est de la province du Jilin et Est de celle du Liaoning (république populaire de Chine) à l’île de Jeju. Dans chacune des deux Corée, un parler a été choisi comme langue officielle. La péninsule est extrêmement montagneuse, et le « territoire » de chaque parler correspond étroitement aux frontières naturelles entre les différentes régions géographiques. La plupart des noms des langues parlées correspondent par conséquent aux régions qu’ils représentent.
Il y a une intercompréhension plus ou moins grande entre tous ces parlers, en fonction de la distance, à l’exception de celui de l’île de Jeju. Les langues de la péninsule ne sont donc pas tous des dialectes.
Deux parlers officiels : 

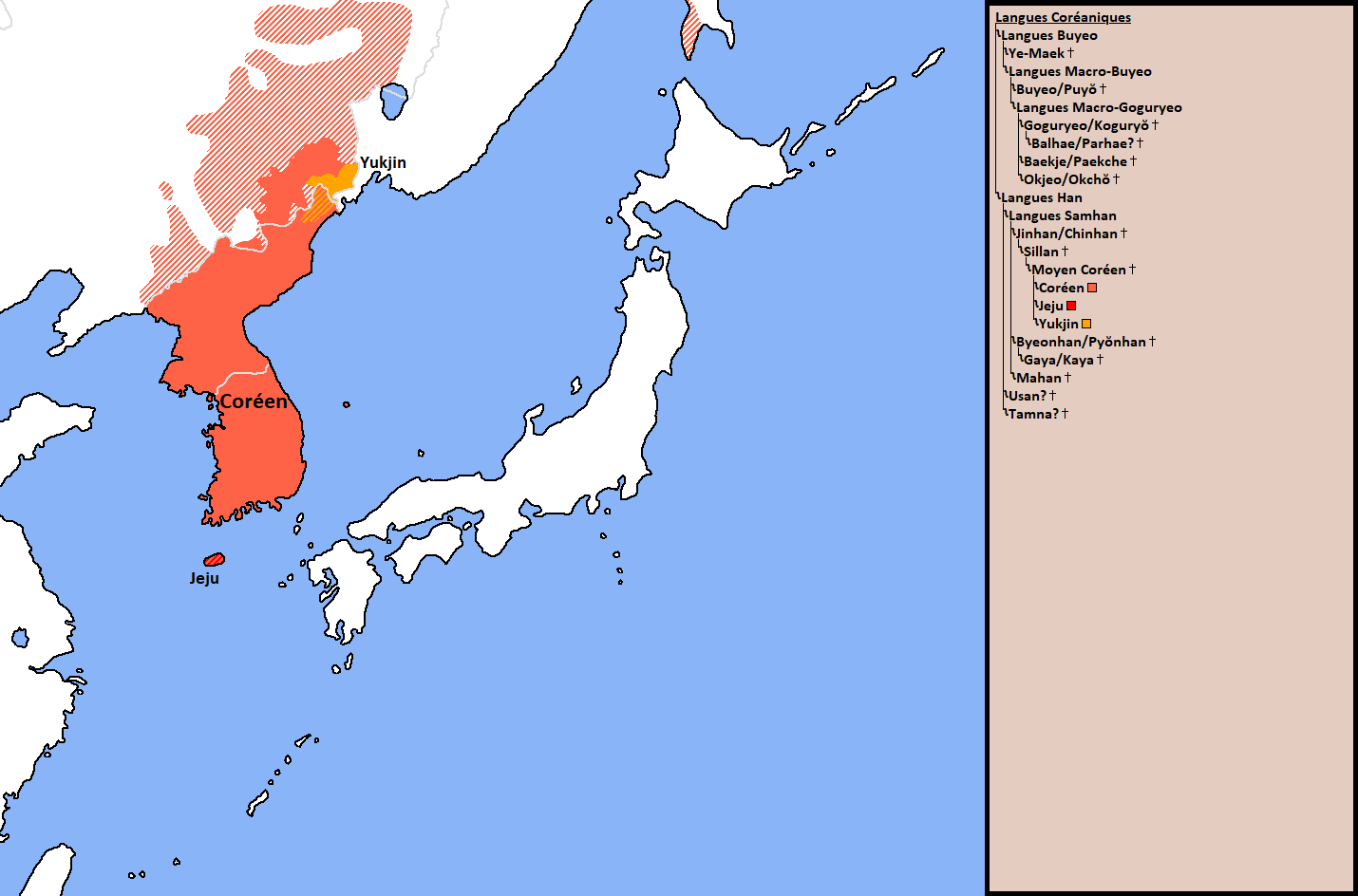
Carte des langues coréaniques.

- Le parler de Gyeonggi - Séoul est le parler officiel en Corée du Sud.
- Le parler de Pyongan - Pyongyang (dialecte pyŏngan) est le parler officiel de la Corée du Nord et est parlé à Pyongyang, la région de Pyongyang, et la province de Chagang.

Autres parlers : 
- Le parler de Chungcheong est utilisé dans la région de Chungcheong en Corée du Sud, y compris dans la ville de Daejeon.
- Le parler de Gangwon est employé dans la province de Gangwon, à cheval sur la Corée du Nord et la Corée du Sud.
- Le parler de Gyeongsang est employé dans la région de Gyeongsang (Yeongnam) en Corée du Sud, y compris dans les villes de Busan, de Daegu et d’Ulsan.
- Le parler de Hamgyong est employé dans la région de Hamgyeong et la province de Yanggang en Corée du Nord.
- Le parler de Hwanghae est pratiqué dans la région de Hwanghae en Corée du Nord.
- Le parler de Jeolla est employé dans la région de Jeolla (Honam) en Corée du Sud, y compris la ville de Gwangju.
- Le jeju est parlé sur l’île de Jeju, et un peu sur la côte sud-ouest de la Corée du Sud. Il s’agit d’une véritable langue, qui n’est pas compréhensible pour les locuteurs natifs de la péninsule.
- Le yukjin est parlé dans l'extrême Nord-Est de la Corée. Il n'est pas compréhensible pour les locuteurs du coréen standard et est plus conservateur que les autres dialectes.

## Prononciation
| Hangeul                  | ᄀ       | ᄁ         | ᄂ  | ᄃ         | ᄄ    | ᄅ           | ᄆ         | ᄇ         | ᄈ         |          |
| ------------------------ | -------- | ---------- | --- | ---------- | ----- | ------------ | ---------- | ---------- | ---------- | -------- |
| Transcription officielle | g, k     | kk         | n   | d, t       | tt    | l            | m          | b, p       | pp         |          |
| McCune-Reischauer        | k, g     | kk         | n   | t, d       | tt    | l, r         | m          | p, b       | pp         |          |
| Caractère API            | [ɡ], [k] | [k*]       | [n] | [t], [d]   | [t*]  | [l], [ɾ]     | [m]        | [p], [b]   | [p*]       |          |
| Hangeul                  | ᄉ       | ᄊ         | ᄋ  | ᄌ         | ᄍ    | ᄎ           | ᄏ         | ᄐ         | ᄑ         | ᄒ       |
| Transcription officielle | s        | ss         | ng  | j          | jj    | ch           | k          | t          | p          | h        |
| Romanisation             | s        | ss         | -ng | ch, j      | tch   | ch'          | k'         | t'         | p'         | h        |
| Caractère API            | [s], [ɕ] | [s*], [ɕ*] | [ŋ] | [tɕ], [dʑ] | [tɕ*] | [tɕʰ], [dʑʱ] | [kʰ], [ɡʱ] | [tʰ], [dʱ] | [pʰ], [bʱ] | [h], [ɦ] |

Note : les lettres marquées [*] sont des lettres prononcées plus fortement. C’est la notation proposée par Peter Ladefoged (en). Certains autres écrivent [ˀk], [ˀt], [ˀp], [ˀs], [ˀɕ] et [ˀtɕ].
| Hangeul                  | ᅡ    | ᅢ     | ᅣ     | ᅤ     | ᅥ     | ᅦ     | ᅧ     | ᅨ     |
| ------------------------ | --- | ---- | ---- | ---- | ---- | ---- | ---- | ---- |
| Transcription officielle | a   | ae   | ya   | yae  | eo   | e    | yeo  | ye   |
| McCune-Reischauer        | a   | ae   | ya   | yae  | ŏ    | e    | yŏ   | ye   |
| Caractère API            | [a] | [ɛ]  | [ja] | [jɛ] | [ʌ]  | [e]  | [jʌ] | [je] |
| Hangeul                  |     | ᅩ     | ᅪ     | ᅫ     | ᅬ     | ᅭ     |      |      |
| Transcription officielle |     | o    | wa   | wae  | oe   | yo   |      |      |
| McCune-Reischauer        |     | o    | wa   | wae  | oe   | yo   |      |      |
| Caractère API            |     | [o]  | [wa] | [wɛ] | [ø]  | [jo] |      |      |
| Hangeul                  | ᅮ    | ᅯ     | ᅰ     | ᅱ     | ᅲ     | ᅳ     | ᅴ     | ᅵ     |
| Transcription officielle | u   | weo  | we   | wi   | yu   | eu   | ui   | i    |
| McCune-Reischauer        | u   | wŏ   | we   | wi   | yu   | ŭ    | ŭi   | i    |
| Caractère API            | [u] | [wʌ] | [we] | [y]  | [ju] | [ɯ]  | [ɰi] | [i]  |

Note : La distinction phonémique entre [ɛ] et [e] est désormais perdue à Séoul. [ø] est parfois prononcé [we].

## Différence entre le nord et le sud
À la suite de la séparation de la Corée, des différences sont apparues entre le coréen parlé en Corée du Sud et celui parlé en Corée du Nord. Ces différences sont notables au niveau de la prononciation, de l’écriture, de la grammaire, du vocabulaire.
L'apport de mots nouveaux étrangers est également différent selon les parties de la Corée : les mots sont surtout anglais pour la Corée du Sud et chinois et russes pour la Corée du Nord. Plus spécifiquement ceux utilisés pour désigner les nouvelles technologies (internet, technologies numériques, etc.) absentes au Nord, partiellement ou totalement.
Plus généralement, le coréen parlé en Corée du Nord est resté presque identique à celui parlé en 1945[réf. nécessaire]. Face à l'isolement, la langue parlée au nord ne suit pas les évolutions de celle du sud.
À noter aussi les différences d'accent : il est plus rude et plus tonal au nord, plus proche des langues dites ouralo-altaïques et plus proche de l'accent japonais au sud. La langue coréenne évolue donc très rapidement des deux côtés de la frontière, et les médias ne manquent pas d'en faire l'écho, en constatant les différences de langage et de vocabulaire des réfugiés du nord qui sont pris en charge après leur passage au sud[réf. souhaitée].
L'accent nord-coréen et les variantes de vocabulaires surprennent au sud. Souvent, on confond un réfugié nord-coréen avec un réfugié ou travailleur immigré chinois qui peine à s'exprimer correctement en coréen (du sud), alors que cette même personne parle un coréen proche de celui parlé dans toute la péninsule avant 1945[réf. nécessaire]. De plus, un langage de courtoisie est né au Sud pour s'adapter à l'univers capitaliste des entreprises, et ses codes, et qui ressemble aux codes de communications des Japonais en entreprises, ce qui est inconnu en Corée du nord, où les valeurs restent celles de l'ancien voisin soviétique du temps de l'URSS.
Enfin, la diaspora coréenne, installée en grande partie dans des pays où l'anglais est la langue officielle, contribue grandement au changement de la langue en Corée du Sud. Au nord, l'apport du chinois ou du russe est, lui, finalement plutôt marginal, ce qui s'explique du fait que le pays soit fermé et isolé, depuis la fin des années 1940. Il y a peu de contacts humains avec les locuteurs du sud, pourtant de la même ethnie.
Par ailleurs, la population en Corée du Nord ne bouge pas beaucoup et reste très sédentaire, contrairement à celle du sud. Les observateurs constatent de ce fait des différences régionales au niveau de la langue, d'une région à une autre en Corée du Nord, mais la force du régime totalitaire, du moins dans sa communication, maintient l'unité de ce langage, en le standardisant dans toutes ses provinces. Le coréen ne connait également qu'une seule forme académique officielle au sud (coréen scolaire).